# FIA Formula–2 bajnokság
A FIA Formula–2 bajnokság egy formaautó-versenysorozat, ami 2017-ben indult a megszüntetett GP2 utódjaként, így most ez számít a Formula–1 „előszobájának”.
A versenysorozatot azért hozták létre, hogy egy minden csapat számára megfizethető bajnokság induljon, tökéletes felkészülést biztosítva a Formula–1-es pályafutásra. Az F2 szervezőbizottsága kötelezővé tette, hogy az összes csapat ugyanazt a futóművet, motort és gumiabroncs-szállítót használja. A versenyek főleg az európai versenypályákon zajlanak, de az első, 2017-es szezonban a Bahrain International Circuit aszfaltcsíkon és a Yas Marina Circuit versenypályán is kifutnak a pályára a 2017-es Formula–1 világbajnokság betétfutamaiként.

## Versenyhétvége
Péntekenként kezdődnek a versenyhétvégék, ekkor a pilótáknak egy 45 perces szabadedzés áll rendelkezésükre a 30 perces időmérő edzés előtt. Utóbbi dönt a szombaton rajtoló futam rajtsorrendjéről. A szombati futam során minden versenyzőnek kötelező egyszer kereket cserélnie. Vasárnap úgynevezett sprintversenyt rendeznek, ennek rajtsorrendjét pedig az előző napi futam befutója határozza meg, az elsőtől a nyolcadik helyezettig vasárnap fordított sorrendben rajtolnak el, így tehát a szombati főverseny nyolcadikja a pole-pozícióból, míg annak győztese a nyolcadik helyről. Itt nem kötelező a bokszkiállás.

### Pontrendszer (2017–)
A főverseny első 10 helyezettje részesül bajnoki egységekben:
| A vasárnapi főverseny pontozása a Formula–1-ével megegyező | A vasárnapi főverseny pontozása a Formula–1-ével megegyező | A vasárnapi főverseny pontozása a Formula–1-ével megegyező | A vasárnapi főverseny pontozása a Formula–1-ével megegyező | A vasárnapi főverseny pontozása a Formula–1-ével megegyező | A vasárnapi főverseny pontozása a Formula–1-ével megegyező | A vasárnapi főverseny pontozása a Formula–1-ével megegyező | A vasárnapi főverseny pontozása a Formula–1-ével megegyező | A vasárnapi főverseny pontozása a Formula–1-ével megegyező | A vasárnapi főverseny pontozása a Formula–1-ével megegyező | A vasárnapi főverseny pontozása a Formula–1-ével megegyező |
| ---------------------------------------------------------- | ---------------------------------------------------------- | ---------------------------------------------------------- | ---------------------------------------------------------- | ---------------------------------------------------------- | ---------------------------------------------------------- | ---------------------------------------------------------- | ---------------------------------------------------------- | ---------------------------------------------------------- | ---------------------------------------------------------- | ---------------------------------------------------------- |
| Helyezés                                                   | 1.                                                         | 2.                                                         | 3.                                                         | 4.                                                         | 5.                                                         | 6.                                                         | 7.                                                         | 8.                                                         | 9.                                                         | 10.                                                        |
| Pont                                                       | 25                                                         | 18                                                         | 15                                                         | 12                                                         | 10                                                         | 8                                                          | 6                                                          | 4                                                          | 2                                                          | 1                                                          |

- Pole-pozíció: 4 pont
- Leggyorsabb kör: 2 pont

A sprintverseny első 8 helyezettje a következő pontokat kapja:
| A vasárnapi sprintverseny pontozása | A vasárnapi sprintverseny pontozása | A vasárnapi sprintverseny pontozása | A vasárnapi sprintverseny pontozása | A vasárnapi sprintverseny pontozása | A vasárnapi sprintverseny pontozása | A vasárnapi sprintverseny pontozása | A vasárnapi sprintverseny pontozása | A vasárnapi sprintverseny pontozása |
| ----------------------------------- | ----------------------------------- | ----------------------------------- | ----------------------------------- | ----------------------------------- | ----------------------------------- | ----------------------------------- | ----------------------------------- | ----------------------------------- |
| Helyezés                            | 1.                                  | 2.                                  | 3.                                  | 4.                                  | 5.                                  | 6.                                  | 7.                                  | 8.                                  |
| Pont                                | 15                                  | 12                                  | 10                                  | 8                                   | 6                                   | 4                                   | 2                                   | 1                                   |

- Leggyorsabb kör: 2 p

## Autó

### Az autók felépítése (2017)
- Motortérfogat: 4,0 L DOHC V8
- Teljesítmény: 612 LE
- Aspiráció: Szívó

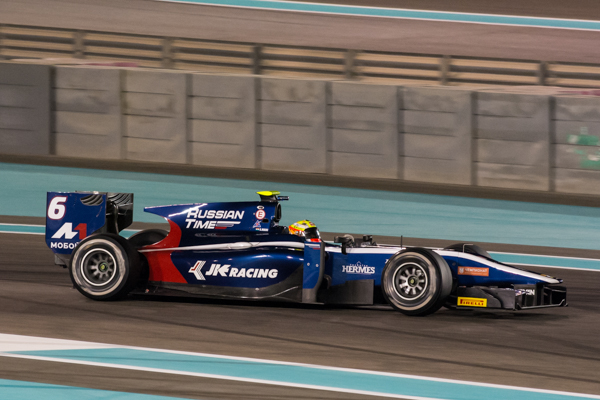
A 2017-es bajnokságban használt autó

- Sebességváltó: 6 sebességes pillangó váltó
- Kormányzás: fogaskerekes
- Súly: 688 kg
- Hossz: 5065 mm
- Szélesség: 1800 mm
- Tengelytávolság: 3120 mm
- Glória (Halo): Nincs
- Üzemanyag: Elf LMS 101,6 RON ólommentes
- Üzemanyag-kapacitás: 125 liter (33 gallon)
- Gumiabroncs: Pirelli P Zero, félig esős és esős

### Az autók felépítése (2018–2021)
- Motortérfogat: 3,4 L DOHC V6
- Teljesítmény: 620 LE
- Aspiráció: Turbófeltöltő

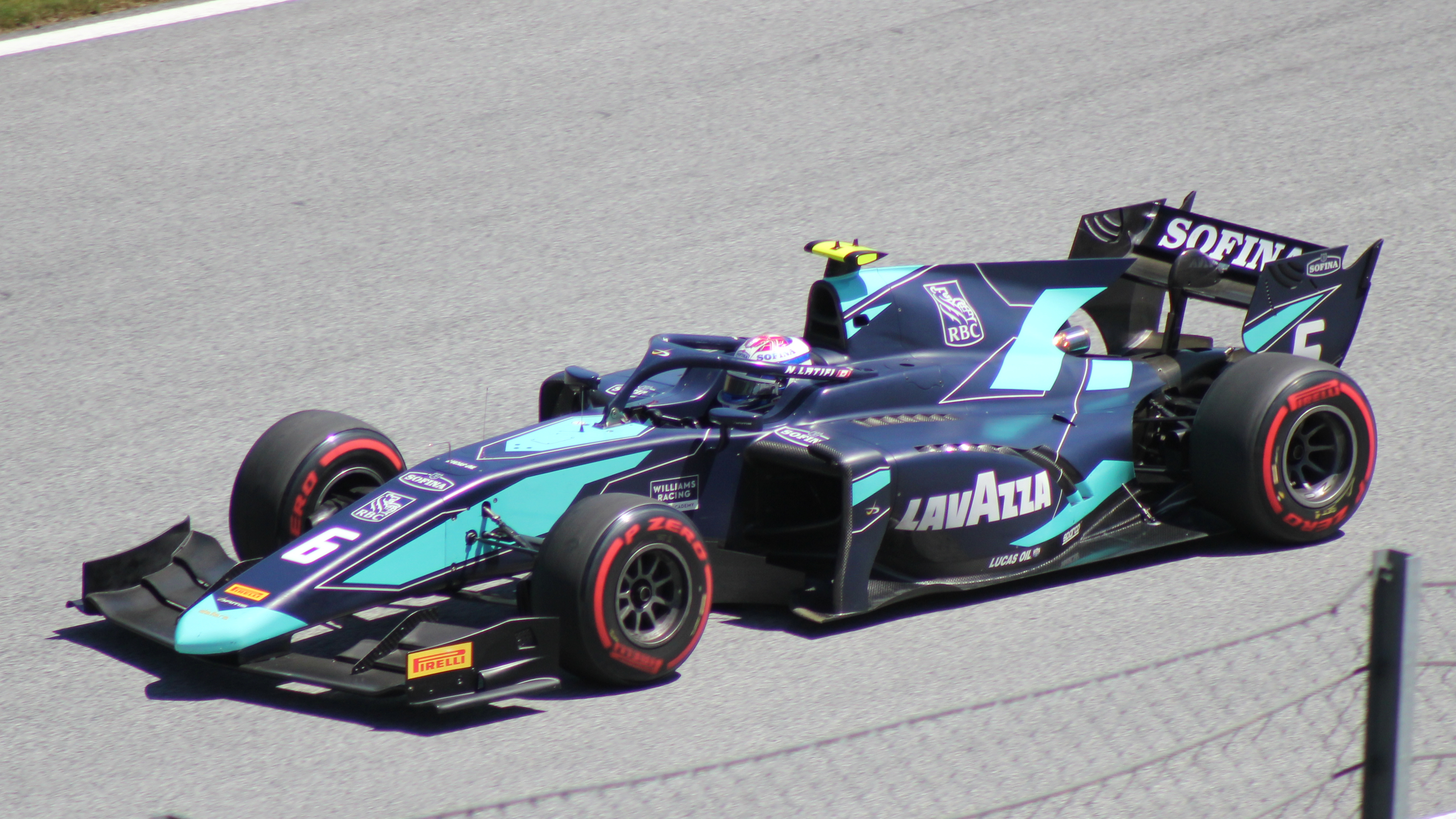
A 2018-tól használt autó

- Sebességváltó: 6 sebességes lapátváltó
- Kormányzás: fogaskerekes
- Súly: 755 kg
- Hossz: 5224 mm
- Szélesség: 1900 mm
- Tengelytávolság: 3135 mm
- Glória (Halo): Van
- Üzemanyag: Elf LMS 101,6 RON ólommentes
- Üzemanyag-kapacitás: 125 liter (33 gallon)
- Gumiabroncs: Pirelli P Zero, félig esős és esős

## Szezonok

### 2017
A 2017-es szezon tizenegy fordulóból állt, tíz a Formula–1-es világbajnokság betétfutamaként került megrendezésre és egy önálló versenyt rendeztek Jerezben. A szezon április 15-én Bahreinben kezdődött és november 26-án ért véget Abu-dzabiban. Az évad során a Prema Racing versenyzője, az újonc Charles Leclerc dominált, 7 győzelmet is szerzett, továbbá 10-szer állt pódiumra. A konstruktőrök között viszont a Russian Time gárdája bizonyult a legjobbnak és az ő egyik versenyzőjük, Artyom Markelov lett a 2. összetettben, míg a francia DAMS pilótája, Oliver Rowland a 3. helyen zárt. Ez volt az utolsó szezonja a 2011-ben bevezetett Dallara GP2/11 kasztninak és a Mecachrome GP2 V8-as motorjának.

### 2018
A 2018-as évad tizenkét fordulóból állt, mind a tizenkét forduló a 2018-as Formula–1 világbajnokság betétfutamaiként és Jerez pedig kikerült a naptárból. Az idény április 7-én Bahreinben vette kezdetét és november 25-én ért véget szintén Abu-dzabiban. 2018-tól egy vadonatúj konstrukcióval, a Dallara F2 2018-as autókkal, valamint a holland Van Der Lee Turbo Systems által szállított vadonatúj 3,4 literes (207 cu) V6-os turbómotort használják a sorozatban. A bajnok egy újonc versenyző, az ART Grand Prix pilótája George Russell lett.

### 2019 – A spái tragédia

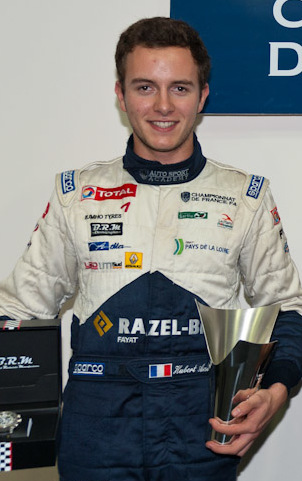
Anthoine Hubert

A 2019-es idény nyári szünet utáni első versenyét a legendás Circuit de Spa-Francorchamps versenypályán rendezték. A főverseny első-rajthelyéről a bajnoki éllovas és későbbi bajnok, Nyck de Vries vághatott neki.
A futam 2. körének kezdetekor az "Eau Rouge" nevű emelkedő tetején a Trident csapat versenyzője, Giuliano Alesi egy defekt után megcsúszott, a nem sokkal mögötte érkező Anthoine Hubert megpróbálta kikerülni és pálya másik felén lévő gumifalba csapódott. Ezt követően járműve visszacsúszott az ideális ív mellé, ekkor Juan Manuel Correa körülbelül 218 km/ órás sebességgel a BWT Arden pilótafülkéjének oldalába rohant. A versenyt azonnal piros zászlóval leintették és nem is indították el újra. A baleset következtében Anthoine Hubert autója kettétört, sérülései olyan súlyosak voltak, hogy még a helyszínen életét vesztette. Correa versenygépe fejtetőre állt és súlyos sérülésekkel szállították kórházba. Még egy aznapi döntés értelmében a vasárnapra tervezett sprintversenyt törölték. A Nemzetközi Automobil Szövetség (FIA) a balesetben szerepet játszó három autót lefoglalta és vizsgálatot indított az ügyben. Correát sokáig mesterséges kómában tartották, később egy londoni klinikán egy 17 órán át tartó műtét keretein belül sikerült megmenteni a súlyosan roncsolódott jobb alsó lábszárát.
2019 decemberében a bajnokság év végi gáláján létrehozták az "Anthoine Hubert-díjat" amelyet 2019-től minden évben a sorozat legjobb újoncának adnak át. A 2020-as szezon előzetes nevezési listája kiadásakor az FIA bejelentette, hogy végleg visszavonultatják Hubert #19-es rajtszámát is. A tragédiáról szóló hivatalos jelentést 2020 februárjában hozták nyilvánosságra.

### 2020
Az ezt megelőzően csak a Formula–3-ban, illetve korábban a GP2-ben csapatot indító Hitech Grand Prix a Piquet Grand Prix-vel együttműködve csatlakozott ettől az évtől a Formula–2 mezőnyéhez, a sorozat tizenegyedik csapataként. Mindemellett a Formula-2-ben, illetve elődsorozataiban 1997 óta versenyző Arden kivonuult a sorozatból, helyüket a HWA Team vette át a rajtrácson.
Az idény március 21-én Bahreinben kezdődött volna, azonban ez a nemzetközi koronavírus-járvány miatt nem volt lehetséges. Végül számos verseny halasztása és törlése után a bajnokság július 4-én rajtolt a Red Bull Ringen, Ausztriában és december 6-án ért véget Bahreinben. A bajnoki címet Mick Schumacher szerezte meg, a konstruktőrök bajnokságát a Prema nyerte.

### 2021
A koronavírus-járvány miatt a Nemzetközi Automobil Szövetség költségcsökkentési intézkedéseinek köszönhetően ebben az évben a Formula–2 és a Formula–3 nagydíjhétvégéit, néhány helyszínt kivéve, nem egy hétvégén rendezték meg, így a mindkét sorozatban versenyző konstruktőrök jelentős költséget tudtak spórolni. Emellett a versenynaptár tizenkettőről nyolc fordulósra csökkent, egy versenyhétvégén pedig három futamot, egy főfutamot és két sprintversenyt, rendeztek meg. Bemutatkozott a versenynaptárban a Dzsiddában rendezett szaúdi nagydíj. A bajnokság március 27-én kezdődött Bahreinben, és december 12-én Abu-Dzabiban zárul. A bajnoki címet a Formula–3 előző évi bajnoka, az ausztrál Oscar Piastri szerezte meg, a konstruktőrök közt a Prema megvédte előző évi elsőségét.

### 2022
A versenyformátum ebben az évben visszatért a 2021 előttire, fordulónként két futammal, de a sprintversenyekért, a pole pozíciók és a leggyorsabb körök megszerezhető pontokat ezzel szemben csökkentették. A naptár bővült, huszonnyolc futamot rendeztek meg tizennégy helyszínen. A Red Bull Ring, a Hungaroring, a Circuit de Barcelona-Catalunya és Spa-Francorchamps egyaránt visszatért a naptárba, valamint először került sor versenyrfe Imolában és Zandvoortban. Az oroszországi hétvégét törölték Ukrajna orosz inváziója miatt, helyére a francia Paul Ricard került. A bajnokság március 19-én Bahreinben kezdődött és november 20-án Abu-Dzabiban ért véget. A HWA Racelab elhagyta a sorozatot, helyüket a Van Amersfoort Racing nn vette át. A bajnoki címet a brazil Felipe Drugovich szerezte meg, a konstruktőrök között pedig első alkalommal végzett az élen az MP Motorsport.

### 2023
2023-ban először látogatott el a sorozat Ausztráliába, ezzel szemben Paul Ricard és Imola kikerült a versenynaptárból. A bajnokság március 4-én kezdődött Bahreinben, és november 26-án Abu-Dzabiban ért véget. Csapatváltozások terén a Carlin és a Charouz Racing helyét a Rodin Cars és a PHM Racing vette át a rajtrácson. A bajnoki címet Théo Pourchaire szerezte meg, a konstruktőrök közt pedig először (illetve a jogelőd GP2-es sorozatot figyelembe véve 2015 óta először) az ART Grand Prix végzett az élen.

### 2024–

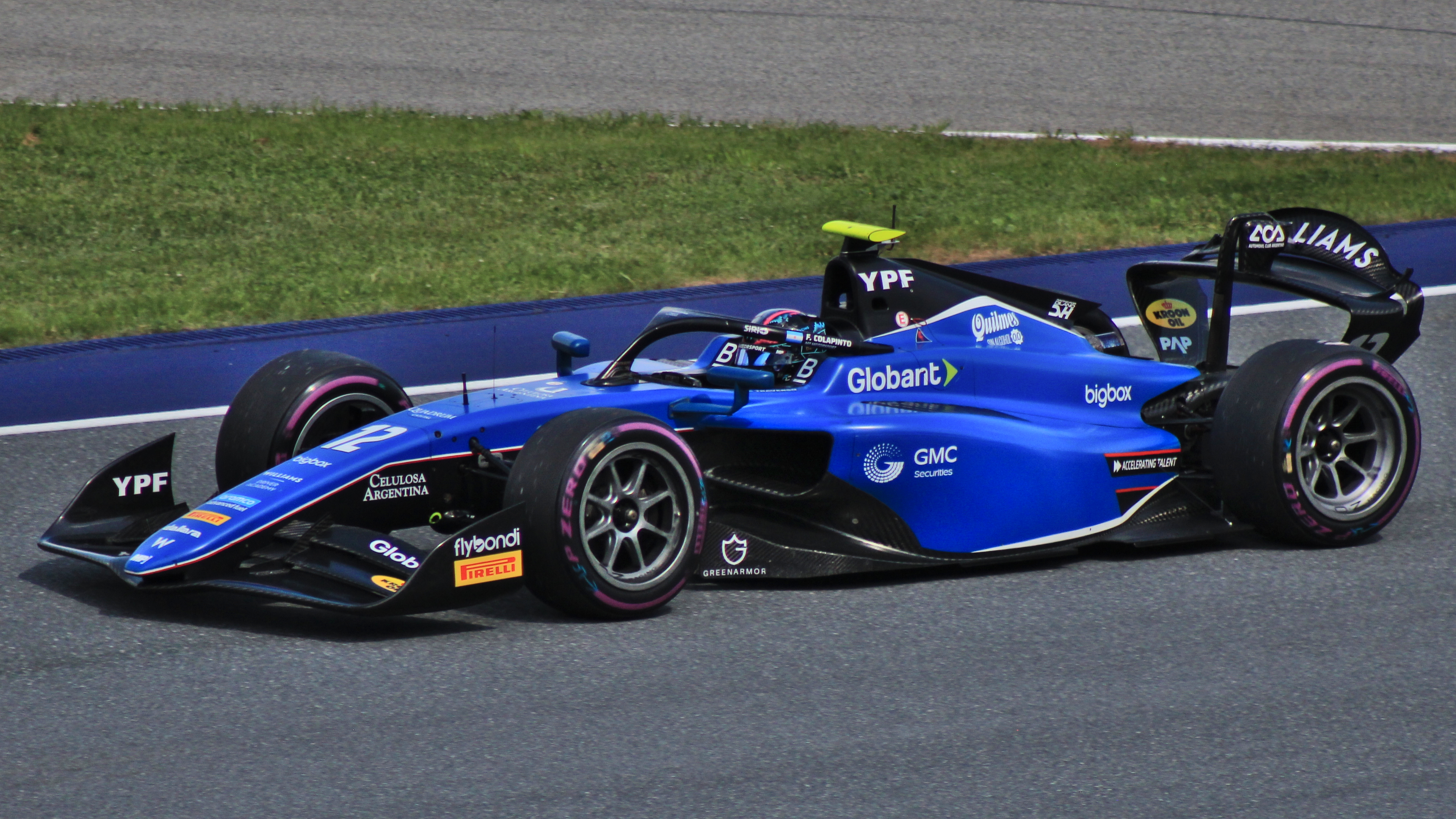
Az új Dallara F2 2024, Franco Colapinto, MP Motorsport

Ettől az évtől a széria az új tervezésű Dallara F2 2024 vázat használta, amely tervezésében jobban hasonlít a Formula–1-es autókra, és úgy alakították ki, hogy a női autóversenyzők számára is könnyebben vezethető legyen. A versenynaptár 14 fordulót tartalmazott, Zandvoort kikerült, míg Imola 2023 után visszatért a naptárba. A katari nagydíj debütált a sorozatban. Two team identity changes took place in 2024; Invicta Watch Group felvásárolta a  Virtuosi Racinget, amely így ettől a szezontól Invicta Racing néven szerepelt a bajnokságban, a PHM Racinget pedig szezon közben vásárolta fel az AIX Investment Group, a csapat nevét pedig AIX Racingre változtatta. A bajnoki címet Gabriel Bortoleto nyerte meg Isack Hadjar és Paul Aron előtt.

## Bajnokok és díjazottak

### Versenyzők
| Szezon | Versenyző         | Csapat         | Pole-pozíció | Győzelem | Dobogós helyezés | Leggyorsabb kör | Pont  | Forrás |
| ------ | ----------------- | -------------- | ------------ | -------- | ---------------- | --------------- | ----- | ------ |
| 2017   | Charles Leclerc   | Prema Racing   | 8            | 7        | 10               | 4               | 282   | [ 33 ] |
| 2018   | George Russell    | ART Grand Prix | 5            | 7        | 11               | 6               | 287   | [ 34 ] |
| 2019   | Nyck de Vries     | ART Grand Prix | 5            | 4        | 12               | 3               | 266   | [ 35 ] |
| 2020   | Mick Schumacher   | Prema Racing   | 0            | 2        | 10               | 2               | 215   | [ 36 ] |
| 2021   | Oscar Piastri     | Prema Racing   | 5            | 6        | 11               | 6               | 252,5 | [ 37 ] |
| 2022   | Felipe Drugovich  | MP Motorsport  | 4            | 5        | 11               | 4               | 265   | [ 38 ] |
| 2023   | Théo Pourchaire   | ART Grand Prix | 2            | 1        | 10               | 4               | 203   | [ 39 ] |
| 2024   | Gabriel Bortoleto | Invicta Racing | 2            | 2        | 8                | 2               | 214,5 | [ 40 ] |

### Konstruktőrök
| Szezon | Csapat         | Pole-pozíció | Győzelem | Dobogós helyezés | Leggyorsabb kör | Pont  |
| ------ | -------------- | ------------ | -------- | ---------------- | --------------- | ----- |
| 2017   | Russian Time   | 1            | 6        | 14               | 6               | 395   |
| 2018   | Carlin         | 2            | 1        | 17               | 2               | 383   |
| 2019   | DAMS           | 2            | 6        | 16               | 7               | 418   |
| 2020   | Prema Racing   | 0            | 6        | 15               | 3               | 392   |
| 2021   | Prema Racing   | 5            | 8        | 19               | 9               | 444,5 |
| 2022   | MP Motorsport  | 4            | 5        | 12               | 5               | 305   |
| 2023   | ART Grand Prix | 5            | 2        | 19               | 8               | 353   |
| 2024   | Invicta Racing | 3            | 3        | 13               | 2               | 288,5 |

### Anthoine Hubert-díj
A díjat a 2019-es szezon során elhunyt Anthoine Hubert emlékére alapították, minden évben a legjobb újonc versenyző kapja.
| Szezon | Versenyző         | Csapat              | Pole-pozíció | Győzelem | Dobogós helyezés | leggyorsabb kör | Pont  |
| ------ | ----------------- | ------------------- | ------------ | -------- | ---------------- | --------------- | ----- |
| 2019   | Csou Kuan-jü      | UNI-Virtuosi Racing | 1            | 0        | 5                | 2               | 140   |
| 2020   | Cunoda Júki       | Carlin              | 3            | 3        | 7                | 1               | 198   |
| 2021   | Oscar Piastri     | Prema Racing        | 5            | 6        | 11               | 6               | 252,5 |
| 2022   | Ivasza Ajumu      | DAMS                | 2            | 2        | 6                | 1               | 141   |
| 2023   | Victor Martins    | ART Grand Prix      | 3            | 1        | 9                | 6               | 150   |
| 2024   | Gabriel Bortoleto | Invicta Racing      | 2            | 2        | 8                | 2               | 214,5 |

## Későbbi Formula–1-es versenyzők
| Versenyző         | Formula–2  | Formula–2 | Formula–2 | Formula–2 | Formula–1       | Formula–1   | Formula–1 | Formula–1 | Formula–1 | Formula–1                                                                            |
| Versenyző         | Aktív évek | Versenyek | Győzelmek | Dobogók   | Aktív évek      | Első csapat | Versenyek | Győzelmek | Dobogók   | További bajnoki címek                                                                |
| ----------------- | ---------- | --------- | --------- | --------- | --------------- | ----------- | --------- | --------- | --------- | ------------------------------------------------------------------------------------ |
| Charles Leclerc   | 2017       | 22        | 7         | 9         | 2018–           | Sauber      | 141       | 7         | 39        | GP3                                                                                  |
| Szergej Szirotkin | 2017       | 2         | 0         | 0         | 2018            | Williams    | 21        | 0         | 0         | Formula Abarth Európa-bajnokság                                                      |
| George Russell    | 2018       | 24        | 7         | 11        | 2019–           | Williams    | 122       | 2         | 14        | GP3                                                                                  |
| Lando Norris      | 2017–2018  | 26        | 1         | 8         | 2019–           | McLaren     | 122       | 3         | 24        | Formula Renault 2.0 Európa-kupa Formula–3 Európa-bajnokság                           |
| Alexander Albon   | 2017–2018  | 44        | 4         | 10        | 2019–2020 2022– | Toro Rosso  | 99        | 0         | 2         |                                                                                      |
| Nicholas Latifi   | 2017–2019  | 67        | 6         | 20        | 2020–2022       | Williams    | 61        | 0         | 0         |                                                                                      |
| Jack Aitken       | 2018–2021  | 76        | 4         | 11        | 2020            | Williams    | 1         | 0         | 0         | Formula Renault 2.0 Európa-kupa                                                      |
| Cunoda Júki       | 2020       | 24        | 3         | 7         | 2021–           | AlphaTauri  | 81        | 0         | 0         | Japán Formula–4 bajnokság                                                            |
| Mick Schumacher   | 2019-2020  | 46        | 3         | 11        | 2021–2022       | Haas        | 43        | 0         | 0         | Formula–3 Európa-bajnokság                                                           |
| Nyikita Mazepin   | 2019-2020  | 42        | 2         | 5         | 2021            | Haas        | 21        | 0         | 0         |                                                                                      |
| Csou Kuan-jü      | 2019-2021  | 68        | 5         | 20        | 2022–           | Alfa Romeo  | 62        | 0         | 0         | Formula–3 Ázsia-bajnokság                                                            |
| Nyck de Vries     | 2017–2019  | 67        | 8         | 23        | 2022-2023       | Williams    | 11        | 0         | 0         | Formula Renault 2.0 Alps , Formula Renault 2.0 Európa-kupa, Formula–E világbajnokság |
| Oscar Piastri     | 2021       | 23        | 6         | 11        | 2023–           | McLaren     | 40        | 2         | 9         | Formula Renault Európa-kupa Formula–3 bajnokság                                      |
| Logan Sargeant    | 2021–2022  | 31        | 2         | 4         | 2023–2024       | Williams    | 36        | 0         | 0         |                                                                                      |
| Liam Lawson       | 2021–2022  | 51        | 5         | 13        | 2023–           | AlphaTauri  | 5         | 0         | 0         | Formula Regionális Óceánia-bajnokság, NZ F1600 bajnoki széria                        |
| Oliver Bearman    | 2023–2024  | 46        | 6         | 8         | 2024–           | Ferrari     | 2         | 0         | 0         | Olasz Formula–4-bajnokság, ADAC Formula–4-bajnokság                                  |
| Franco Colapinto  | 2023–2024  | 22        | 1         | 3         | 2024–           | Williams    | 3         | 0         | 0         | Spanyol Formula–4                                                                    |

|        | Versenyzők, akik bajnoki címet nyertek.       |
| vastag | Aktív résztvevő a Formula–1 világbajnokságban |

## Televíziós jogok
A televíziós jogokat a Formula–1-hez hasonlóan a FOM (Formula One Management) birtokolja, Magyarországon pedig a közmédia egyik csatornája, az M4 Sport közvetíti.

## Lásd még
- GP2
- GP3
- Formula–2